# 洗足学园鱼津短期大学
洗足学园鱼津短期大学（日语：／ Senzoku Gakuen Uozu Tanki Daigaku *），简称鱼短，是过去一所位于日本富山县鱼津市的私立短期大学。

## 概要

### 简介
- 短期大学为于1980年开办[1]、由学校法人洗足学园经营。招生到2000年、停办于2002年[1]。是男女同校。

### 历史
- 1980年 洗足学园鱼津短期大学成立并同时设置两个学科两个专攻、以下列举。
  - 文科
    - 日文专攻[注 2]
    - 英文专攻[注 2]

  - 音乐科
    - 器乐专攻[注 2]
    - 声乐专攻[注 2]
- 2000年  招生最后、次年停止招生（正式停办于2002年5月29日[1]）。

## 学校环境
- 校区：在了富山县鱼津市[注 1]

## 历任校长
- 田岛一郎：第一代短期大学校长[2]。

## 组织

### 学科
- 文科
  - 日文专攻[注 2]
  - 英文专攻[注 2]
- 音乐科
  - 器乐专攻[注 2]
  - 声乐专攻[注 2]

### 专科
| - 没有 |

### 业余课程
| - 没有 |

## 相关链接
- 日本短期大学列表
- 洗足儿童短期大学